# Маврово
Маврово (мкд. Маврово), Гостиварско је насељено место у Северној Македонији, у северозападном делу државе. Маврово припада општини Маврово и Ростуша, Гостиварско.
Данас је Маврово важно туристичко насеље у оквиру веће високопланинске туристичке области Маврова.

## Географски положај
Насеље Маврово је смештено у северозападном делу Северне Македоније. Од најближег већег града, Гостивара, насеље је удаљено 32 km југозападно.
Маврово се налази у оквиру високопланинске области Маврово. Насеље је положено високо, на североисточним висовима планине Бистре. Кроз насеље пролази Мавровска река. Североисточно се протезала Мавровска висораван, које 1947. године, подизањем бране хидроцентрале, претворено у Мавровско језеро. Омладинске радне акције градиле су тада хидрокомбинат "Маврово". Надморска висина насеља је приближно 1.240 метара.
Клима у насељу је оштра планинска.
Маврово се данас налази у највећем националном парку у Северној Македонији, Националном парку „Маврово“.

## Историја
Почетком 20. века већина мештана су били верници Српске православне цркве. Мавровци су по казивању из 1906. године "чисти Срби", ту су одавно, али не знају ништа о свом пореклу. Најпознатији Мавровац био је Голуб Јанић трговац и српски национални радник и добротвор, председник патриотског друштва "Српска браћа" од оснивања 1904. године. 
Срби из Маврова прославили су се током ратова против Турака. Вучко Чикић (Жикић?) је био српски устаник, који је погинуо славно у боју на Делиграду 3. априла 1808. године. Капетан Вуча је основао Делиград. Вучко и његов брат Кузман су претходно били аустријски фрајкор официри - капетани, још за време рата 1787-1791. године, а затим живели у Срему. Браћа су се доселила у Београд пре 1785. године, а Вучо је држао кафану и узгајао ситну стоку. 
Милан Димић из Маврова је по преласку у Србију постао велики индустријалац. У Београду је подигао Дом Удружења Јужносрбијанаца у Београду.
Било је 1898. године у месту које се налази у Гостиварској нахији 100 српских кућа и 80 "бугарашких". У Маврову су почетком 20. века два православна храма: Св. Ђорђа (слава мала - Пејаковци и Лазаровци) и Св. Николе (слава мала - Горњокрајска и Бежановска), који припадају српској цркви. У српској школи са "старовременским учитељем" је било 30 ученика и две ученице. Та школа је радила од 1887/1888. године, као мешовита, за децу оба пола. Претходно је затворена бугарска школа у месту. Српски учитељ у то време био је даскал Мане Десић. По опису из 1906. године Маврово је велико село са 184 куће. Куће су збијене, поређане без икаквог реда, груписане по "малама" око парохијских цркава; постојале су мале -  Пејаковска, Бежановска, Горњокрајска и Лазаровска.
Иван Јастребов спомиње планину Влајницу. Посред ње ка врху се налази Дервен тј. граница Мавровске жупе с Тетовским округом, где је била (бескорисна) стража. На тој планини су разбојници обично чекали житеље Маврова с циљем да их опљачкају приликом повратка са рада из разних крајева Румелије.
Маврово је трпело муке од арнаутских разбојника у време Турака. Године 1905. терорисао је мештане арнаутски "зликовац" Азир из Орчума, који је уценом тражио велики новчани откуп. Септембра 1913. године Арнаути су опљачкали Маврово, пред долазак српске војске током рата. Риста Перић је мавровски учитељ почетком 1914. године. За време Првог светског рата (1917) помињу се српски учитељи у Маврову, Михајло (од 1914) и Софроније Угриновић и Никодим Десић (1917-1920).
Крајем јуна 1937. године у великом пожару пострадало је Маврово. Изгорело је сасвим двадесет кућа печалбара са оближњим шталама и вајатима. Ватру је изазвало мало дете, син печалбара Видана Ђорђевића, које је запалило нехотице плеву.

## Становништво
По попису становништва из 2002. године Маврово је имало 166 становника.
Претежно становништво у насељу су етнички Македонци (98%), а остало су Срби.
Већинска вероисповест у насељу је православље.

## Познате личности
- Голуб Јанић
- Елисије Поповски
- Кузман Сотировић

## Галерија
- Село Маврово и језеро зими
- Село Маврово и језеро лети
- потопљена црква
- Део Маврова са новоградњом